# 陸上競技大会一覧
陸上競技大会一覧は陸上競技の試合を列挙したものである。
大きく分けると陸上競技場で開催されるトラック&フィールドレース、公道などを使用するマラソン、駅伝、競歩などのロードレースに大別される。また対象となる競技者が社会人、学生、高校生、中学生などによっても大別される。

## 日本の陸上競技大会
※主に日本陸上競技連盟主催、若しくは後援の大会を記載（例外あり）。なお、開催時期や開催場所は年により異なる。

### 4月
- 金栗記念選抜陸上中長距離大会（日本グランプリシリーズ）（熊本県民総合運動公園陸上競技場 : 熊本県熊本市）
- 出雲陸上競技大会（日本グランプリシリーズ）（島根県立浜山公園陸上競技場 : 島根県出雲市）
- 長野マラソン（長野県長野市）
- 兵庫リレーカーニバル（日本グランプリシリーズ）（神戸総合運動公園ユニバー記念競技場 : 兵庫県神戸市須磨区）
- 高橋尚子杯ぎふ清流ハーフマラソン（岐阜県岐阜市）
- 織田幹雄記念国際陸上競技大会（日本グランプリシリーズ）（広島広域公園陸上競技場 : 広島県広島市安佐南区）

### 5月
- 静岡国際陸上競技大会（日本グランプリシリーズ）（静岡県小笠山総合運動公園スタジアム : 静岡県袋井市）
- ゴールデングランプリ陸上（国立競技場）
- 仙台国際ハーフマラソン大会（宮城県仙台市）
- ゴールデンゲームズinのべおか（延岡市西階総合運動公園陸上競技場 : 宮崎県延岡市）
- 木南道孝記念陸上競技大会（日本グランプリシリーズ）（長居陸上競技場: 大阪府大阪市東住吉区）
- 水戸招待陸上（日本グランプリシリーズ）（水戸市立競技場 : 茨城県水戸市）

### 6月
- 日本学生陸上競技個人選手権大会（平塚競技場：神奈川県平塚市）
- 全日本中学校通信陸上競技大会（全国各地で開催）
- サロマ湖100キロウルトラマラソン（北海道湧別町・佐呂間町・北見市）
- 日本陸上競技選手権大会（年によって開催地が異なる）
- ホクレンディスタンスチャレンジ（～7月にかけて開催。北海道内陸上競技場）
- 函館マラソン（北海道函館市）

### 7月
- 実業団・学生対抗陸上競技大会（日本グランプリシリーズ）（平塚競技場：神奈川県平塚市）

### 8月
- 全国高等学校陸上競技対校選手権大会（インターハイ）（毎年持ち回りで各都道府県)
- 全国高等学校定時制通信制陸上競技大会（駒沢オリンピック公園陸上競技場 : 東京都世田谷区)
- 全国高等専門学校陸上競技選手権大会（毎年全国各地の高等専門学校が主催で各地の都道府県で行われる)
- 全日本中学校陸上競技選手権大会（毎年持ち回り）
- 全国小学生陸上競技交流大会（横浜国際総合競技場 : 神奈川県横浜市）
- 北海道マラソン（北海道札幌市）
- 全国高等学校陸上競技選抜大会（長居第二陸上競技場：大阪府大阪市東住吉区）

### 9月
- 日本学生陸上競技対校選手権大会（毎年持ち回り）
- 全日本実業団対抗陸上競技選手権大会（毎年持ち回り）

### 10月
- 国民スポーツ大会陸上競技（毎年持ち回り）
  - 時季的に陸上競技全体がシーズンからシーズンオフに入り、冬の鍛錬期への移行時期にあたり、開催種目もトラック&フィールドを中心としたものから、駅伝やハーフマラソン、マラソンを主とした競技が増えてくる時期でもある。その為、成年の部では夏場に世界陸上やオリンピックに出場した選手の不出場がある。但し成年の部では少年の部よりも実施種目が少なく、種目の選択肢が限られること、また長距離種目がないことから、長距離選手は主に駅伝等に備える選手が多いことを考慮する必要がある。世界的にも夏場の世界大会が終われば、自然とオフシーズンに入る選手は珍しいことではない。これに対し、少年の部では夏のインターハイ同様に出場選手は多い。
- Athletics Challenge Cup（新潟スタジアム : 新潟県新潟市）
- 出雲全日本大学選抜駅伝競走（島根県出雲市）
- 東京レガシーハーフマラソン（東京都）
- U18・U16陸上競技大会（年によって開催地が異なる）
- 日本陸上競技選手権リレー競技大会
- 全日本35km競歩高畠大会（山形県高畠町）
- 全日本大学女子駅伝対校選手権大会（宮城県仙台市）
- 田島直人記念陸上競技大会（日本グランプリシリーズ）（維新百年記念公園陸上競技場：山口県山口市）

### 11月
- 全日本大学駅伝対校選手権大会（愛知県名古屋市 - 三重県伊勢市）
- 東日本女子駅伝（福島県福島市）
- 世田谷246ハーフマラソン（東京都世田谷区）
- 全日本実業団対抗女子駅伝大会（宮城県仙台市）

### 12月
- 全日本びわ湖クロスカントリー大会（滋賀県希望が丘文化公園 : 滋賀県大津市）
- 福岡国際マラソン（福岡県福岡市）
- 防府読売マラソン（山口県防府市）
- 全国中学校駅伝大会（滋賀県希望が丘文化公園 : 滋賀県大津市）
- 全日本大学女子選抜駅伝競走大会（静岡県富士宮市）
- 山陽女子ロードレース（岡山県岡山市）
- 全国高等学校駅伝競走大会（京都府京都市）
- 長崎陸協競歩大会（長崎県諫早市）
- ディスタンスチャレンジin大阪（日本グランプリシリーズ）（長居陸上競技場 :  大阪府大阪市東住吉区）

### 1月
- 全日本実業団対抗駅伝競走大会（群馬県前橋市・高崎市・太田市など）
- 元旦競歩（神宮外苑周回コース : 東京都渋谷区）
- 皇后盃全国都道府県対抗女子駅伝競走大会（京都府京都市）
- 天皇盃全国都道府県対抗男子駅伝競走大会（広島県広島市）
- 日本陸上競技選手権大会男子20キロ　女子20キロ競歩（六甲アイランド特設コース : 兵庫県神戸市）
- 大阪国際女子マラソン・大阪ハーフマラソン（大阪府大阪市）
- 新宿シティハーフマラソン（東京都新宿区）

### 2月
- 別府大分毎日マラソン（大分県大分市・別府市）
- 全日本実業団ハーフマラソン（山口県山口市）
- 香川丸亀国際ハーフマラソン（香川県丸亀市）
- 青梅マラソン（東京都青梅市・奥多摩町）
- 唐津10マイルロードレース（佐賀県唐津市）
- 日本陸上競技選手権大会・室内競技（大阪城ホール : 大阪府大阪市）
- 熊本城マラソン（熊本県熊本市）
- 日本選手権クロスカントリー（国営海の中道海浜公園 : 福岡県福岡市）
- 大阪マラソン（大阪府大阪市）

### 3月
- 東京マラソン（東京都）
- 立川シティハーフマラソン（東京都立川市）
- 名古屋ウィメンズマラソン（愛知県名古屋市）
- まつえレディースハーフマラソン・日本学生女子ハーフマラソン選手権（島根県松江市）
- 全日本競歩能美大会・全日本学生20キロ競歩・日本陸上競技選手権大会35キロ競歩（石川県能美市）

## 日本以外の陸上競技大会
- 全米陸上競技選手権大会

## エリアレベルの陸上競技大会
- アジア（AAA主催）
  - アジア陸上競技選手権大会
  - アジア室内陸上競技選手権大会
  - U20アジア陸上競技選手権大会
  - アジアユース陸上競技選手権大会（英語版）
  - アジアクロスカントリー選手権大会（英語版）
  - アジアマラソン選手権大会（英語版）
  - アジア競歩選手権大会（英語版）
- アフリカ（CAA主催）
  - アフリカ陸上競技選手権大会
  - U20アフリカ陸上競技選手権大会
  - アフリカユース陸上競技選手権大会（英語版）
  - アフリカ混成競技選手権大会（英語版）
  - アフリカクロスカントリー選手権大会（英語版）
  - アフリカマウンテンランニング選手権大会（英語版）
  - アフリカ競歩選手権大会（英語版）
- 北中米カリブ（NACAC主催）
  - 北中米カリブ陸上競技選手権大会（英語版）
  - U23北中米カリブ陸上競技選手権大会（英語版）
  - 北中米カリブクロスカントリー選手権大会（英語版）
  - 北中米カリブマウンテンランニング選手権大会（英語版）
- 中央アメリカ・カリブ（CACAC主催）
  - 中央アメリカ・カリブ陸上競技選手権大会（英語版）
  - 中央アメリカ・カリブジュニア陸上競技選手権大会（英語版）
  - 中央アメリカ・カリブエイジグループ陸上競技選手権大会（英語版）
  - 中央アメリカ・カリブクロスカントリー選手権大会（英語版）
  - 中央アメリカ競歩選手権大会（英語版）
- 中央アメリカ（CADICA主催）
  - 中央アメリカ陸上競技選手権大会（英語版）
  - 中央アメリカクロスカントリー選手権大会（英語版）
- 南アメリカ（CONSUDATLE主催）
  - 南アメリカ陸上競技選手権大会（英語版）
  - U23南アメリカ陸上競技選手権大会（英語版）
  - 南アメリカジュニア陸上競技選手権大会（英語版）
  - 南アメリカユース陸上競技選手権大会（英語版）
  - 南アメリカクロスカントリー選手権大会（英語版）
  - 南アメリカ競歩選手権大会（英語版）
  - 南アメリカハーフマラソン選手権大会（英語版）
  - 南アメリカサーキットハーフマラソン
  - 南アメリカマウンテンランニング選手権大会（英語版）
- オセアニア（OAA主催）
  - オセアニアエリア陸上競技選手権大会（英語版）
  - オセアニアジュニア陸上競技選手権大会（英語版）
  - オセアニアユース陸上競技選手権大会（英語版）
  - オセアニア混成競技選手権大会（英語版）
  - オセアニアクロスカントリー選手権大会（英語版）
  - オセアニアマラソン・ハーフマラソン選手権大会（英語版）
  - オセアニア競歩選手権大会（英語版）
- ヨーロッパ（EAA主催）
  - ヨーロッパ陸上競技選手権大会
  - ヨーロッパ室内陸上競技選手権大会
  - U23ヨーロッパ陸上競技選手権大会（英語版）
  - U20ヨーロッパ陸上競技選手権大会
  - ヨーロッパユース陸上競技選手権大会（英語版）
  - ヨーロッパクロスカントリー選手権大会（英語版）
  - ヨーロッパマウンテンランニング選手権大会（英語版）
- パンアメリカン（APA主催）
  - パンアメリカン陸上競技選手権大会
  - パンアメリカンジュニア陸上競技選手権大会（英語版）
  - パンアメリカン混成競技カップ（英語版）
  - パンアメリカン競歩カップ（英語版）
- イベロアメリカ（AIA主催）
  - イベロアメリカ陸上競技選手権大会（英語版）
- アラブ（AAA主催）
  - アラブ陸上競技選手権大会（英語版）

## 世界レベルの陸上競技大会
- ワールドアスレティックス主催
  - 世界陸上競技選手権大会
  - 世界室内陸上競技選手権大会
  - U20世界陸上競技選手権大会
  - 世界クロスカントリー選手権大会
  - 万達ダイヤモンドリーグ
  - ワールドアスレティックス・コンチネンタルツアー
  - ワールドアスレティックス・競歩ツアー
  - 世界競歩チーム選手権大会
  - 世界ロードランニング選手権大会
  - 世界リレー
- 国際ウルトラランナーズ協会主催
  - IAU100km世界選手権
- 世界マスターズ陸上競技協会主催
  - 世界マスターズ陸上競技選手権大会
- グランドスラム・トラック